# Tibiocillaria
Tibiocillaria is een geslacht van vlinders van de familie Euteliidae, uit de onderfamilie Euteliinae.

## Soorten
- T. lunifera Hampson, 1893
- T. magnifica Robinson, 1975
- T. pratti Bethune-Baker, 1906
- T. siccifolia Moore, 1881